# Крізь вогонь
«Крізь вогонь» (рос. «Сквозь огонь») — радянський художній фільм 1982 року, знятий за мотивами однойменної повісті Олексія Попова режисером Леонідом Макаричевим.

## Сюжет
На початку Німецько-радянської війни ленінградець Павлик і його мати опинилися на окупованій території. Коли за доносом поліцая Зуєва (Валентин Букін) мати заарештували, Павлик пішки пішов у Ленінград, але потрапив до місцевої вчительки (Тетяни Бєдової). Чоловік учительки — партизан-розвідник, колишній дільничний міліціонер Савелій (Олексій Булдаков) привів хлопчика в загін, де він теж стає розвідником. Повернутися до блокадного Ленінграда Павлу вдається через лінію фронту з партизанським продовольчим обозом для голодуючих жителів міста.

## У ролях
- Борис Кричевський — Павлик Комаров
- Олексій Булдаков —  Савелій, партизан
- Тетяна Бєдова —  Панечка, вчителька, дружина Савелія
- Олександр Суснін — Тимофєєв Григорій Павлович, староста
- Георгій Штиль —  Митрич, мірошник
- Валентин Букін —  Зуєв Ігнатій, старший поліцай
- Наталія Дмитрієва —  Клавдія
- Михайло Семенов —  поліцай
- Ера Зіганшина —  мати Павлика Комарова
- Світлана Кіреєва —  Дар'я
- Валентина Смирнова —  Анна, дружина Тимофєєва
- Олена Павловська —  «Фрейлін»
- Юрій Еллер —  німецький солдат з фотоапаратом
- Олександр Юдін —  німецький солдат з патефоном
- Марина Степанова —  дочка Тимофєєва
- Сергій Кузнецов —  Гоша, син Тимофєєва
- Михайло Бірбраєр —  кульгавий на товкучці

## Знімальна група
- Автор сценарію —  Альбіна Шульгіна
- Режисер-постановник —  Леонід Макаричев
- Оператор-постановник —  Олександр Чиров
- Художник-постановник —  Олексій Федотов
- Композитор —  Владислав Кладницький